# Liste der gefallenen Adeligen auf Habsburger Seite in der Schlacht bei Sempach/P

## P
| Geschlecht   | Vorname(n)           | Einheitsname           | Stammsitz    | abweichende Schreibweisen           | Quelle(n) | Anmerkungen                          | Wappen |
| ------------ | -------------------- | ---------------------- | ------------ | ----------------------------------- | --- | ------------------------------------ | ------ |
| Paden        |                      | siehe Baden            |              |                                     | |                                      |        |
| Pemerspuren? | Wetzel               | Wetzel von Pemerspuren | Aarau        |                                     | Oesterreichische Verlustliste, 1488 | "Item die von Araw"; einzige Nennung |        |
| Perenfels    |                      | siehe Bärenfels        |              |                                     | |                                      |        |
| Pernn        |                      | siehe Bern             |              |                                     | |                                      |        |
| Pfanhausen?  | Wolff                | Wolff von Pfanhausen   |              |                                     | Eydgnössisch-schweytzerischer Regiments Ehren-Spiegel | einzige Nennung                      |        |
| Pfar?        | Wilhelm              | Wilhelm von Pfar       |              |                                     | Conrad Schnitt: Wappenbuch der Baslerischen Geschlechter, 1530                                                                                                   | einzige Nennung                      |        |
| Pflüger      | Albrecht; Gissbrecht | Albrecht Pflüger       | Schaffhausen | Gfüger; Pflueger; Pfluger; Phlouger | • Conrad Schnitt: Wappenbuch der Baslerischen Geschlechter, 1530 • Oesterreichische Verlustliste, 1488 • Thurgauer Chronik • Chronik des Nicolaus Stulmann, 1407 | "dis sind von Schaffhusen "          |        |
| Poewihll     |                      | siehe Boswil           |              |                                     | |                                      |        |
| Pollweil     |                      | siehe Bollwiller       |              |                                     | |                                      |        |
| Posch        |                      | siehe Botsch           |              |                                     | |                                      |        |
| Prunst       |                      | siehe Brünsy           |              |                                     | |                                      |        |
| Prügker      |                      | siehe Brugger          |              |                                     | |                                      |        |
| Pybrach      |                      | siehe Hofmann          |              |                                     | |                                      |        |